# Перлівець Дафна
Перлівець Дафна (Brenthis daphne) — вид денних метеликів родини сонцевиків (Nymphalidae).

## Назва
Вид названо на честь Дафни — німфи, персонажа давньогрецької міфології.

## Поширення
Вид поширений у Південній, Центральній і Східній Європі та Західній, Середній і Північній Азії від Іспанії до Японії. В Україні поширений на більшій частині території, досить звичайний вид на півночі країни, рідше трапляється у степовій та лісостеповій зонах та у Криму.

## Опис
Довжина переднього крила 21-29 мм. Верхня сторона крил вохристо-помаранчева з малюнком з темних плям. Нижня сторона задніх крил від основи до середини зеленувато-жовта, до зовнішнього краю фіолетово-червона, з маленькою бурою плямою зі світлою серединою; на зовнішньому краї помітні 2 лінії, з них внутрішня зазвичай матова. Гусениця темно-коричнева, з помаранчево-жовтими смужками на спині і боках, шипи на всьому тілі жовті, гіллясті.

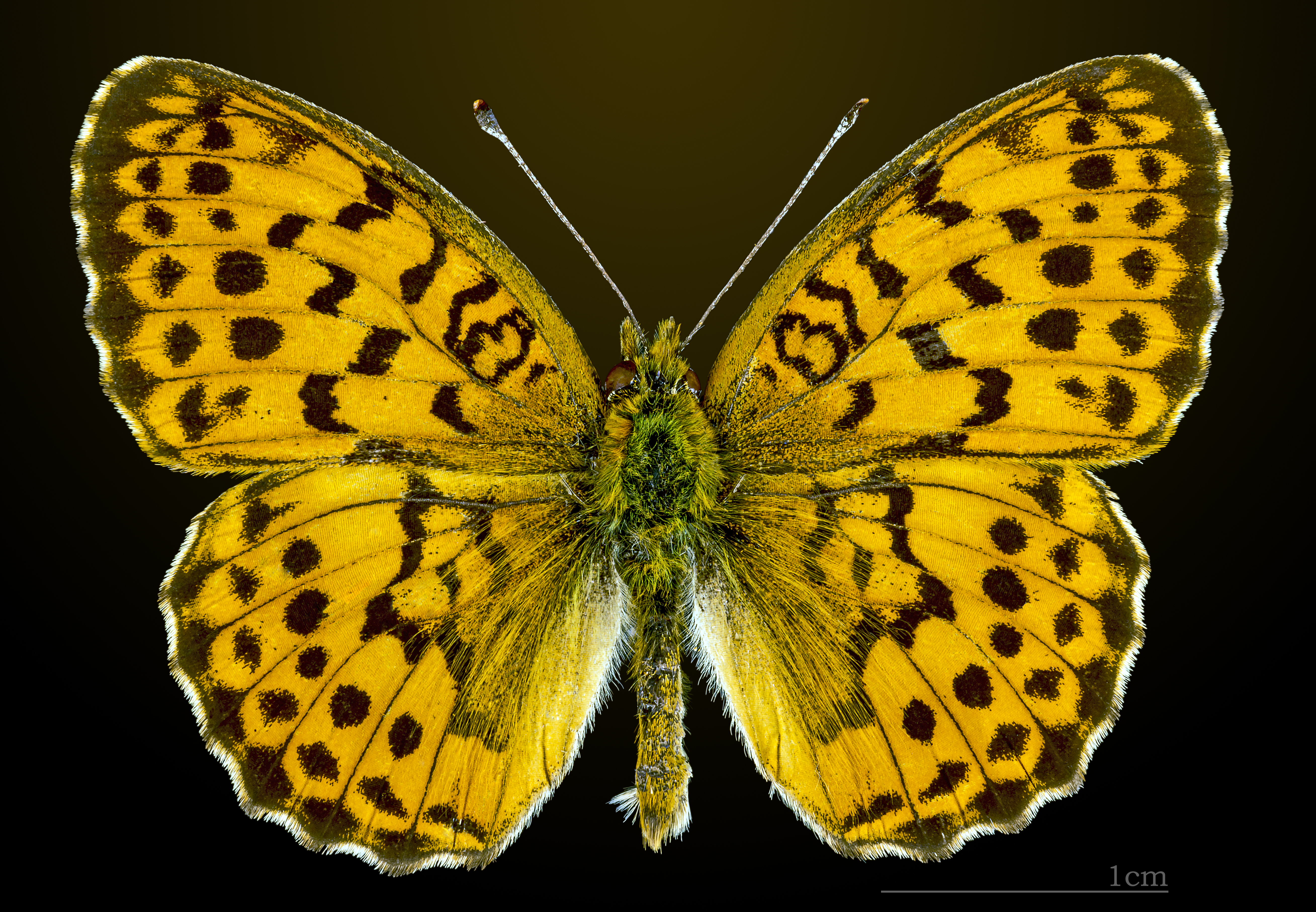
Дорсальна (верхня) сторона
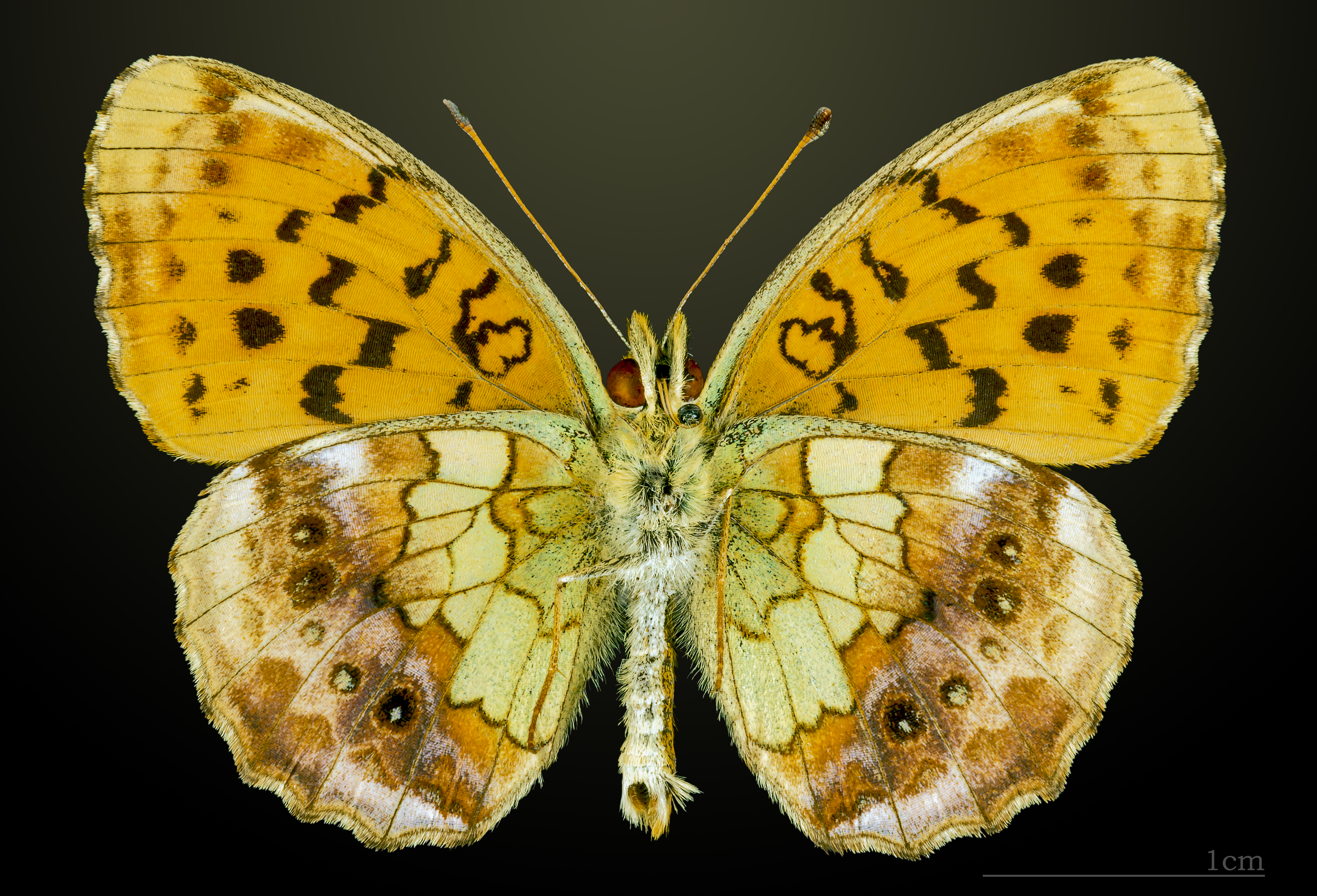
Вентральна (нижня) сторона
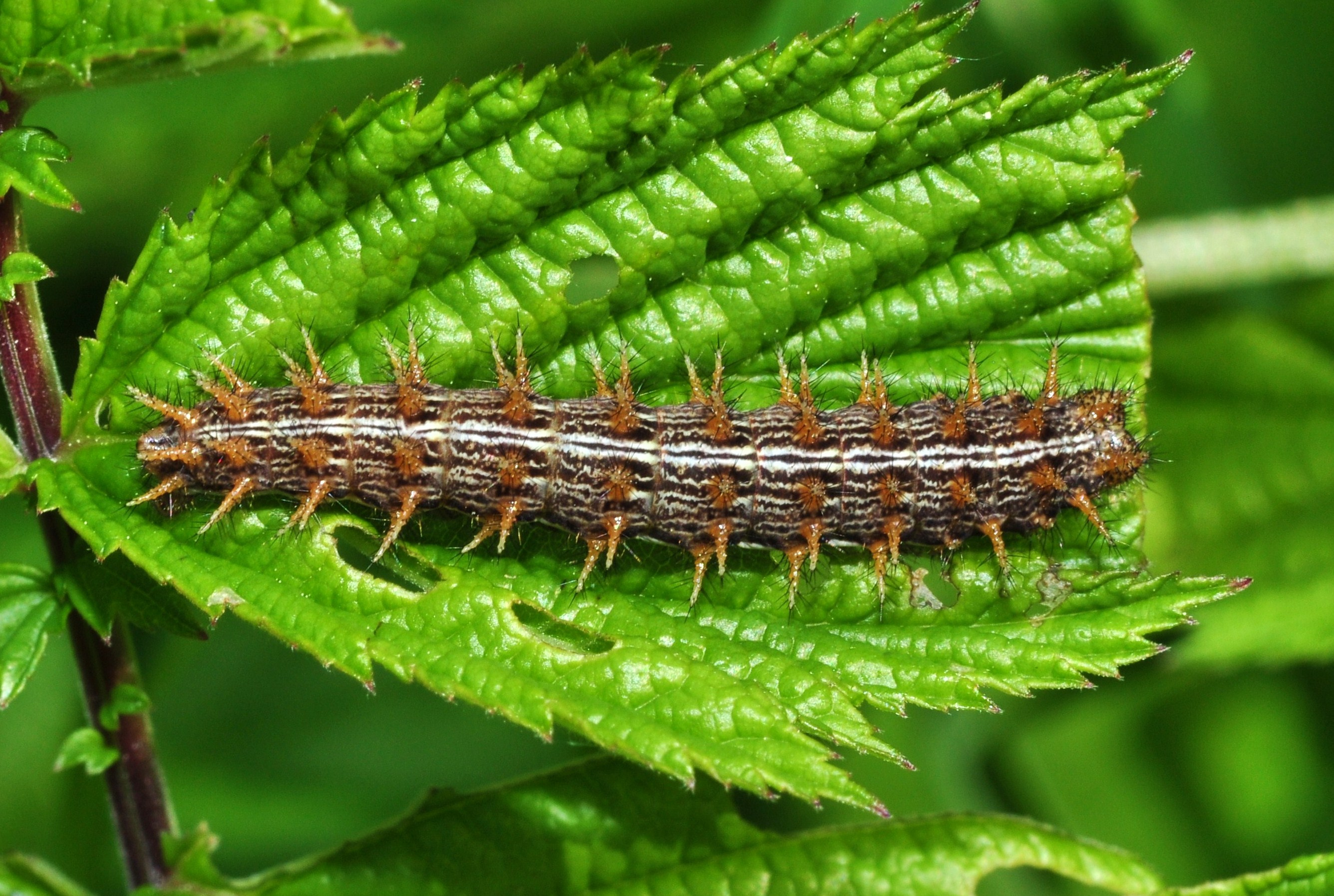
Гусениця

## Спосіб життя
Метелики літають у червні-липні. Трапляються на галявинах та узліссях широколистяних і змішаних лісів. Самиця відкладає яйця по одному на кормові рослини. Зимує яйце. Гусінь живиться листям малини та ожини.